# Clase Somers
La clase Somers fue una clase de cinco destructores de la Armada de los Estados Unidos de 1850 toneladas basados en la clase Porter. Eran respuestas a los grandes destructores que la Armada Imperial Japonesa estaba construyendo en ese momento, e inicialmente estaban destinados a ser líderes de flotilla. Fueron establecidos entre 1935 y 1936 y puestos en servicio entre 1937 y 1939. Fueron construidos para completar los trece destructores de 1.850 toneladas de desplazamiento estándar permitidos por los límites de tonelaje del Tratado Naval de Londres, y originalmente estaban destinados a ser una repetición del Porter. Sin embargo, las nuevas calderas de alta presión y alta temperatura estuvieron disponibles, permitiendo el uso de una sola pila. Esto, combinado con el ahorro de peso (incluida la eliminación de los torpedos de recarga) permitió un aumento de dos montajes de tubos de torpedos de línea central cuádruples a tres. Sin embargo, la clase Somers todavía tenía sobrepeso y pesaba en la parte superior. Esta fue la primera clase de destructor estadounidense en usar vapor de 600 psi (4100 kPa) sobrecalentado a 850 °F (454 °C), que se convirtió en el estándar para los buques de guerra estadounidenses construidos a fines de la década de 1930 y la Segunda Guerra Mundial.
Al igual que los Porter, se construyeron originalmente con ocho cañones de calibre 38 de 5 pulgadas (127 mm) en cuatro monturas gemelas de un solo propósito (solo acción de superficie).  La protección antiaérea (AA) fue proporcionada inicialmente por dos montajes de cañones automáticos cuádruples de 1,1 pulgadas (28 mm) y dos ametralladoras calibre .50. Las monturas de 1,1 pulgadas estaban destinadas a compensar la falta de capacidad AA de los cañones de 5 pulgadas; en la década de 1930 se pensó que esto era suficiente. Al igual que con los Porter, el armamento principal de los Somers se redujo a seis cañones (y se reemplazó con montajes de doble propósito por un total de cinco cañones en Davis y Jouett). durante la Segunda Guerra Mundial, con el armamento antiaéreo reemplazado por cañones Bofors de 40 mm y Oerlikon de 20 mm y el armamento de torpedos reducido a ocho tubos. En dos barcos (Davis y Jouett) se eliminó el armamento de torpedos para maximizar el número de cañones de 40 mm.
Toda la clase sirvió en la Segunda Guerra Mundial, inicialmente en Patrullas de Neutralidad en el Atlántico y el Caribe. A principios de 1942, Warrington y Sampson fueron transferidos al Área del Pacífico Sudeste, donde principalmente escoltaron convoyes entre el Canal de Panamá y las Islas de la Sociedad. A mediados de 1943, estos dos fueron transferidos al Área del Pacífico Sudoccidental y operaron cerca de Nueva Guinea y en las Islas Salomón; los otros operaron frente a Brasil y en el Caribe y el Atlántico Sur. En mayo de 1944, todos fueron trasladados al Atlántico Norte para apoyar la invasión de Normandía, en la que participaron directamente Somers, Davis y Jouett. Somers y Jouett apoyaron la invasión del sur de Francia en agosto. Warrington se hundió en un huracán en las Bahamas en septiembre de 1944. Los otros escoltaron convoyes durante el resto de la guerra y fueron desguazados en 1947.

## Unidades
- USS Somers (DD-381) (1937-1947)
- USS Warrington (DD-383) (1938-1944)
- USS Sampson (DD-394) (1938-1946)
- USS Davis (DD-395) (1938-1947)
- USS Jouett (DD-396) (1939-1946)